# Portici di Bologna
I portici di Bologna rappresentano un importante patrimonio architettonico e culturale per la città e ne sono simbolo insieme alle numerose torri. Non esiste al mondo un'altra città che abbia tanti portici quanto Bologna: tutti insieme i porticati misurano in lunghezza quasi 40 chilometri solo nel centro storico, che raggiungono i 62 km contando quelli fuoriporta.
Per via della loro rilevanza artistico-culturale, dal 2021 una parte dei portici bolognesi è un bene culturale patrimonio dell'umanità dell'UNESCO.

## Storia
(Stendhal, Voyages en Italie, 1826)

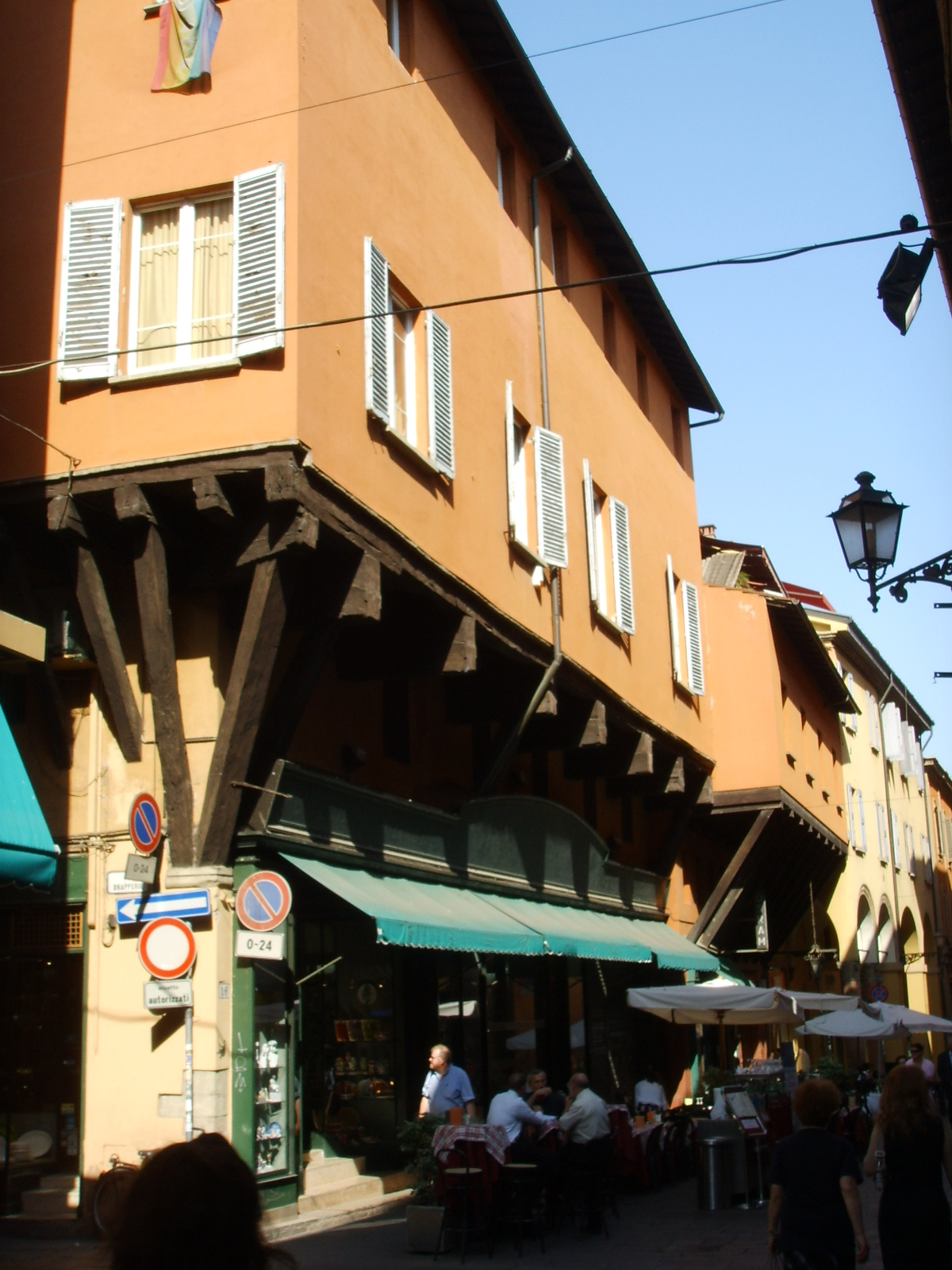
Case Schiavina con sporti e beccadelli in via Clavature, XIII secolo

I portici di Bologna nacquero in maniera pressoché spontanea, probabilmente nell'alto medioevo, come una proiezione (all'inizio abusiva) di edifici privati su suolo pubblico allo scopo di aumentare gli spazi abitativi. La prima testimonianza storica risale già all'anno 1041. In un primo periodo si aumentò la cubatura delle case ampliando i piani superiori con la creazione di sporti in legno sorretti dal prolungamento delle travi portanti del solaio e, in caso di forte sporgenza, da mensole dette "beccadelli". Con il tempo gli sporti aumentarono in grandezza e fu necessario costruire colonne di sostegno dal basso perché non crollassero, venendo così a creare i portici.
I portici offrivano riparo dalle intemperie e dal sole, permettendo di percorrere le strade con qualsiasi condizione atmosferica. Inoltre, costituivano anche mezzo per l'espansione di attività commerciali e artigiane, e rendevano meglio abitabili i pianterreni, isolandoli dalla sporcizia e dai liquami delle strade.
Nei secoli successivi il successo dei portici fu determinato dalla necessità di far fronte al forte incremento della popolazione dovuto all'arrivo di studenti e dotti presso l'Università di Bologna, ma anche alla immigrazione dal contado. La massiccia espansione dei portici si ebbe a partire dal 1288, quando un bando del Comune stabiliva che tutte le nuove case dovessero essere costruite con il portico, mentre quelle già esistenti che ne fossero prive fossero tenute ad aggiungerlo, lasciando al proprietario l'onere del mantenimento, ma garantendo al Comune l'uso pubblico del suolo. Il bando specificava che questi dovevano essere alti almeno 7 piedi bolognesi (2,66 metri) e larghi altrettanto, per permettere il transito di un uomo a cavallo. Queste direttive non furono però rispettate nelle zone più povere, in cui i portici venivano costruiti con altezze decisamente inferiori. Gli statuti del 1352 imposero un'altezza e una profondità di 10 piedi (3,60 metri) per i nuovi edifici.
In principio i portici erano realizzati in legno, poi, successivamente ad un decreto emanato il 26 marzo 1568 dal governatore pontificio mons. Giovanni Battista Doria e dal Gonfaloniere Camillo Paleotti (padre della poetessa Ippolita), furono convertiti in laterizio o pietra. Nonostante ciò, sopravvivono ancora in città edifici con portico in legno, alcuni risalenti all'epoca medievale, altri ripristinati all'inizio del Novecento.
Nella seconda metà del XVI secolo comparvero alcuni dei più importanti portici-loggia di Bologna: il portico che sostiene e nasconde la chiesa dei Santi Bartolomeo e Gaetano in strada Maggiore, opera di Andrea da Formigine e il loggiato di Palazzo del Monte in via Galliera. Alcune nobili famiglie della città, tuttavia, vollero distinguersi e seguire la cosiddetta "moda romana" e chiesero dunque la dispensa per evitare di costruire la propria casa con portico. È per questo che a Bologna vennero costruiti palazzi senza portico, ad esempio i palazzi Davia-Bargellini, Fantuzzi, Bevilacqua, Bentivoglio.

## Portici rilevanti

### Portici medievali

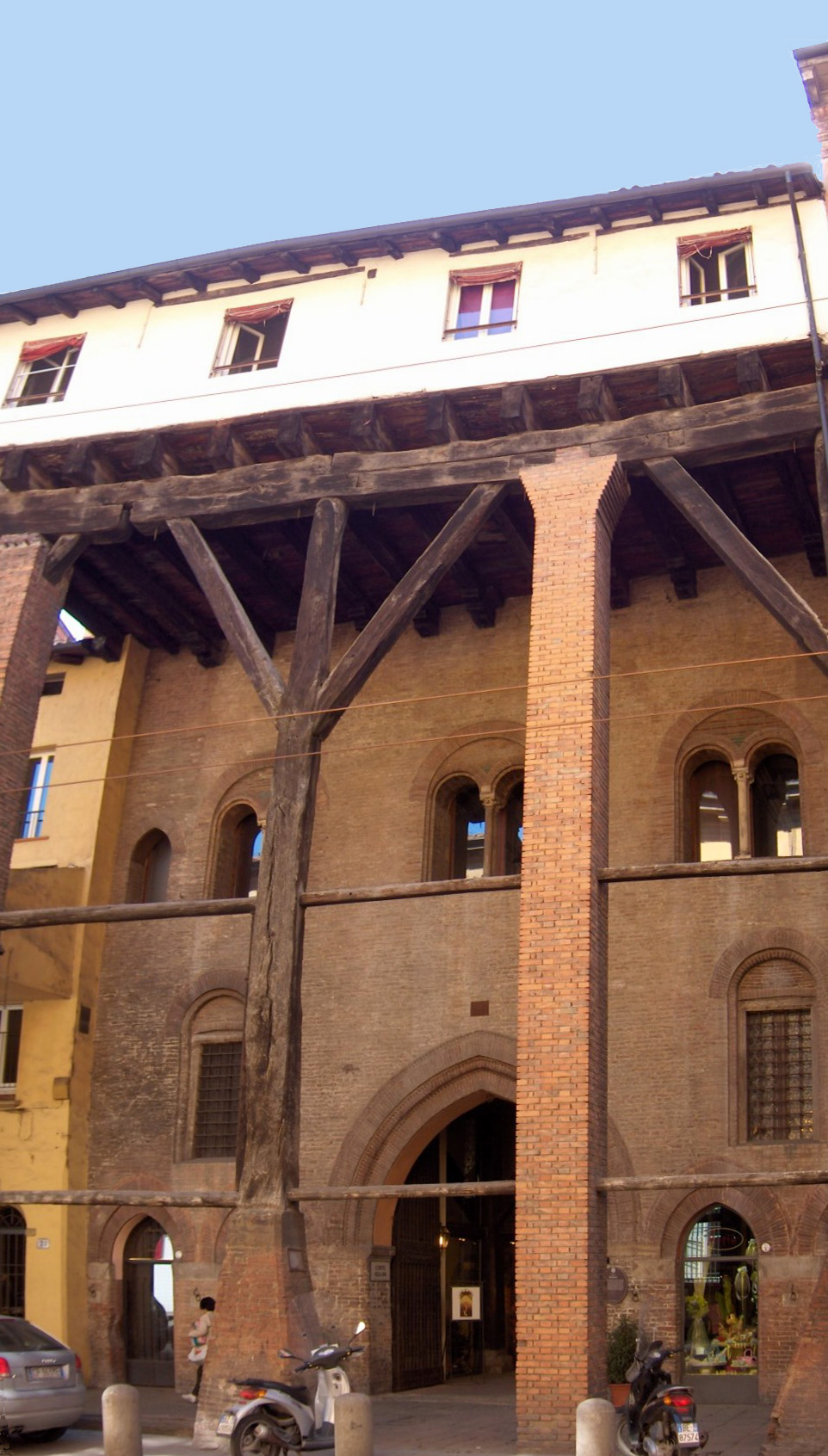
Il portico ligneo di casa Isolani, XIII secolo

Un esempio famosissimo è Casa Isolani in Strada Maggiore. Il portico, sorretto da altissime travi di legno (circa 9 metri) fu eretto intorno al 1250. Si tratta di uno dei pochi esempi superstiti delle costruzioni civili bolognesi del XIII secolo ed è in stile romanico - gotico. Le travi sono in legno di quercia e sostengono lo sporto del terzo piano dell'edificio. Altri esempi di portici lignei medievali sono quelli di casa Grassi e delle case dirimpetto in via Marsala, di casa Azzoguidi in via San Nicolò e di casa Ramponesi in via del Carro.

### Portici rinascimentali
Il Rinascimento lascia a Bologna vari esempi dell'architettura del tempo, come il portico laterale della basilica di San Giacomo Maggiore in via Zamboni, il palazzo Bolognini-Isolani e le case Beccadelli in piazza Santo Stefano, le arcate decorate con motivi floreali del palazzo del Podestà e l'altissimo portico "dei Bastardini" in via D'Azeglio, così chiamato perché sotto le sue volte ebbe sede, fino al 1797, l'orfanotrofio della città.

### Il portico del Pavaglione

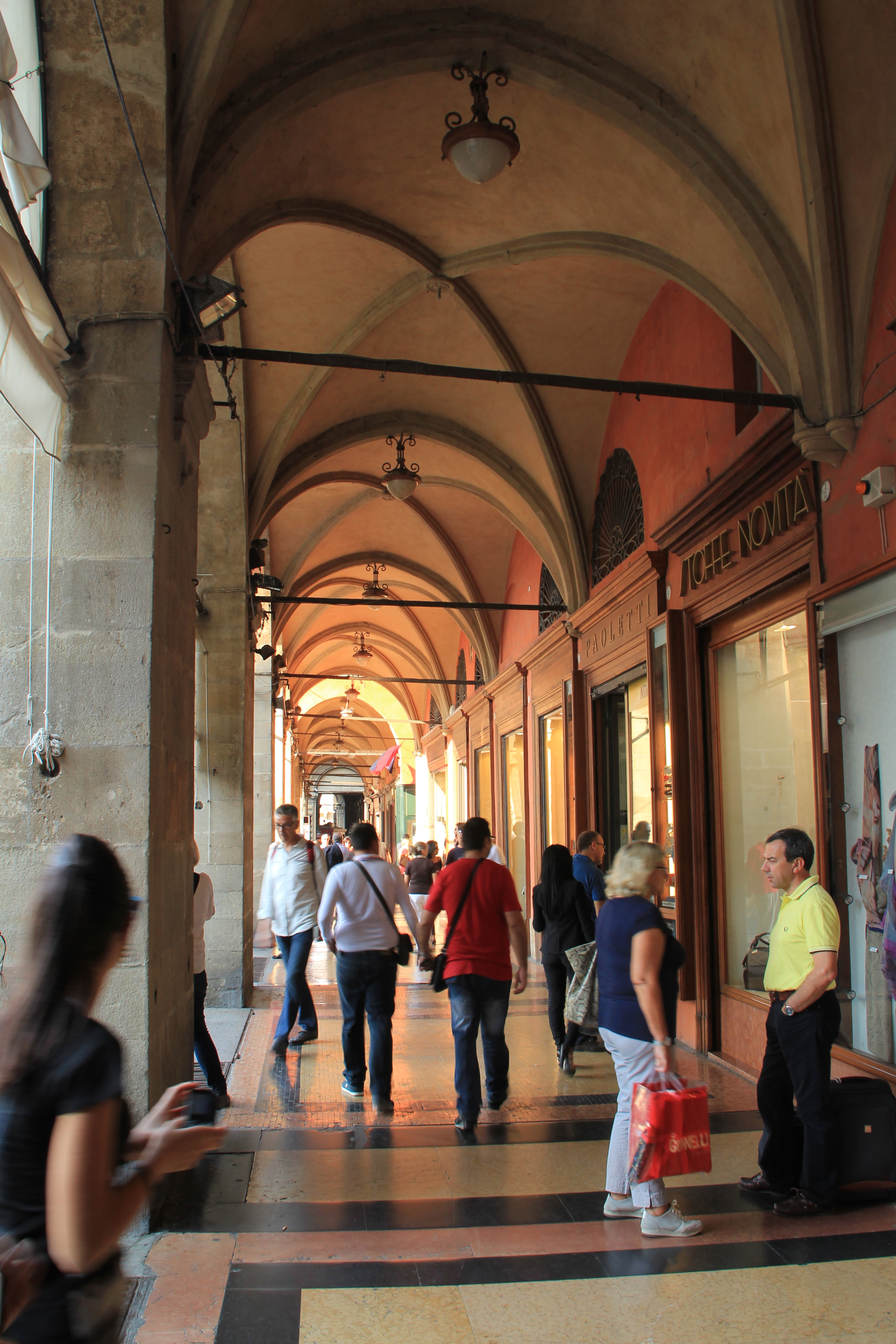
Il portico del Pavaglione

Il portico del Pavaglione è la loggia che si estende da Via De' Musei fino a Via Luigi Carlo Farini fiancheggiando Via dell'Archiginnasio e Piazza Luigi Galvani. Nell'ultimo tratto si trova lo storico edificio dell'Archiginnasio, prima sede unificata dello Studio bolognese, costruita a metà del XVI secolo per volere del papa Pio IV su progetto del Terribilia. Il portico è lungo 139 metri su 30 arcate e rappresenta il tradizionale passeggio elegante della città. Deve il suo nome alla Piazza del Pavaglione (attuale Piazza Galvani) ove si teneva il mercato di bachi da seta (pavajån in dialetto bolognese significa appunto Padiglione).
Il Pavaglione era costituito inizialmente da una costruzione di legno (e non da un tendone come credono alcuni). Il 27 giugno 1449 la Camera (di Commercio) decretò che il Pavaglione si svolgesse in perpetuo in una delle case della “Fabbrica di San Petronio” (organizzazione che si occupava della costruzione e delle manutenzione dell’edificio) poste sul retro della chiesa.
Nel 1563 Pio IV fece demolire alcune di queste case per ricavare una piazza atta allo svolgimento del Pavaglione ed il 20 novembre ordinò che si prelevassero ogni anno 150 scudi d’oro dai proventi di giustizia da utilizzare come indennizzo alla “Fabbrica” stessa.
La piazza così formata fu chiamata inizialmente “dell’Accademia”, poi “dell’Archiginnasio”, “delle Scuole” e “del Pavaglione”.
Nel 1566 fu demolita anche la casa di Floriano Dolfi, dotto giurista, per aumentare lo spazio disponibile.

## Portici all'esterno del centro storico

### Il portico degli Alemanni
Si tratta del portico più antico di Bologna costruito fuori dalla cerchia delle mura ed il secondo per lunghezza dopo quello che porta al Santuario di San Luca. Misura circa 650 metri e consta di 167 archi; fu eretto tra il 1619 e il 1631 per ordine dei Carmelitani Scalzi che officiavano nella chiesa di Santa Maria Lacrimosa degli Alemanni. Collega la chiesa, sull'attuale via Mazzini (l'antica via Emilia), a Porta Maggiore, una delle 12 porte di accesso della terza cerchia di mura (edificate nel XIII secolo).

### Il portico di San Luca

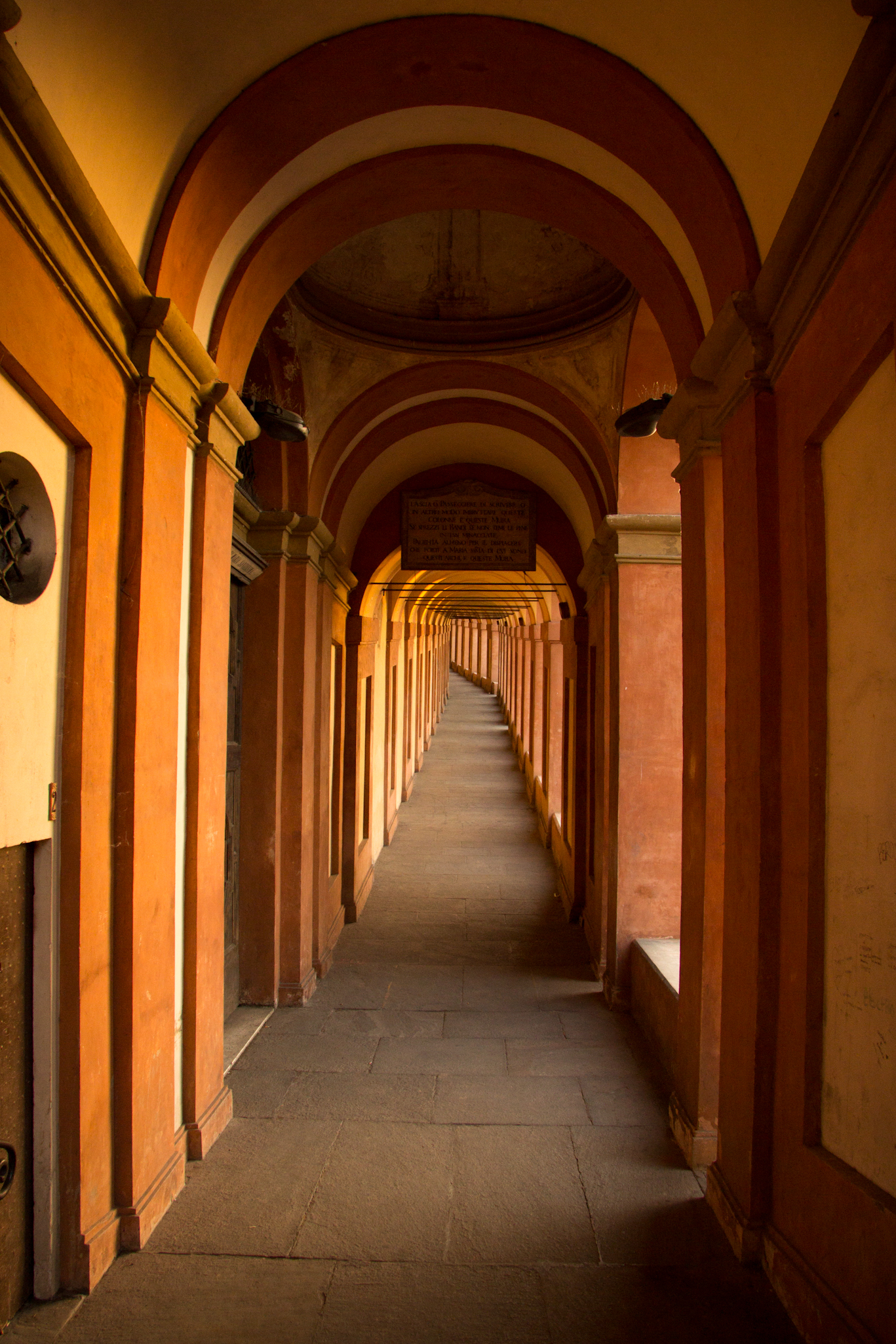
Portico di San Luca

Il portico più lungo del mondo è quello di San Luca, che misura 3.796 metri e consta di un numero di arcate fra le 658 e le 666 (a seconda del metodo di conteggio): partendo dall'Arco Bonaccorsi a Porta Saragozza conduce fino alla cima del Colle della Guardia, dove si eleva il celebre Santuario della Madonna di San Luca. Il luogo è meta di pellegrini per venerare l'icona della Vergine con il Bambino.
Il portico fu costruito tra il 1674 e il 1721 con il contributo dell'intera cittadinanza. Il progetto di Camillo Saccenti e Gian Giacomo Monti venne concluso da Carlo Francesco Dotti, che progettò anche l'Arco del Meloncello. Lungo il portico si può ammirare il primo arco edificato dall'architetto Monti, le statue della Madonna grassa e del bambino di Andrea Ferreri e quindici cappellette in cui sono dipinti i misteri del Rosario, purtroppo in maggioranza rovinati.

### Il portico della Certosa
Il portico del Cimitero Monumentale della Certosa di Bologna fu cominciato nel 1811 e fu progettato da Ercole Gasparini, che fu progettista anche dell'arco all'imboccatura. Nel primo arco sono presenti sculture di Cesare Ghibelli e di Giovanni Putti, mentre un'epigrafe ci ricorda che sotto a quel portico Ugo Bassi morì per mano delle truppe austriache, l'8 agosto 1849.

## Alcuni primati

### Il portico più largo
Progettato alla fine del Trecento, venne costruito quello che oggi è considerato il portico più largo della città: il portico della basilica di Santa Maria dei Servi in strada Maggiore. Il progetto originario è da attribuirsi al famoso architetto Antonio di Vincenzo e la sua costruzione iniziò nel 1393 per concludersi solo nel 1855 con l'erezione del quadriportico davanti alla facciata.

### Il portico più alto
Il portico più alto della città, invece, è quello del palazzo dell'Arcidiocesi di Bologna, in via Altabella, che sfiora i dieci metri d'altezza.

### Il portico più stretto
Il portico più stretto della città, con appena 95 centimetri di larghezza, si trova in via Senzanome, nel quartiere Saragozza. Questa via, insieme alla vicina via del Fossato, rimanda ad un passato piuttosto "turbolento" della zona, nota per i numerosi postriboli che vi si trovavano.

### Il portico più lungo
Il portico di San Luca, con i suoi 3 796 metri di lunghezza, è il portico più lungo al mondo.

## Patrimonio UNESCO
L'UNESCO riconosce come patrimonio dell'umanità 12 tratti di portici, per un'estensione totale di 62 km:
1. Portici residenziali di Santa Caterina
2. Piazza porticata di Santo Stefano
3. Strada porticata di Galliera
4. Portico del Baraccano
5. Portici commerciali del Pavaglione e dei Banchi
6. Portico devozionale di San Luca
7. Portici accademici di via Zamboni
8. Portico della Certosa
9. Portici di piazza Cavour e via Farini
10. Portici trionfali di Strada Maggiore
11. Edificio porticato del quartiere Barca
12. Edificio porticato del MAMbo.

## Galleria d'immagini

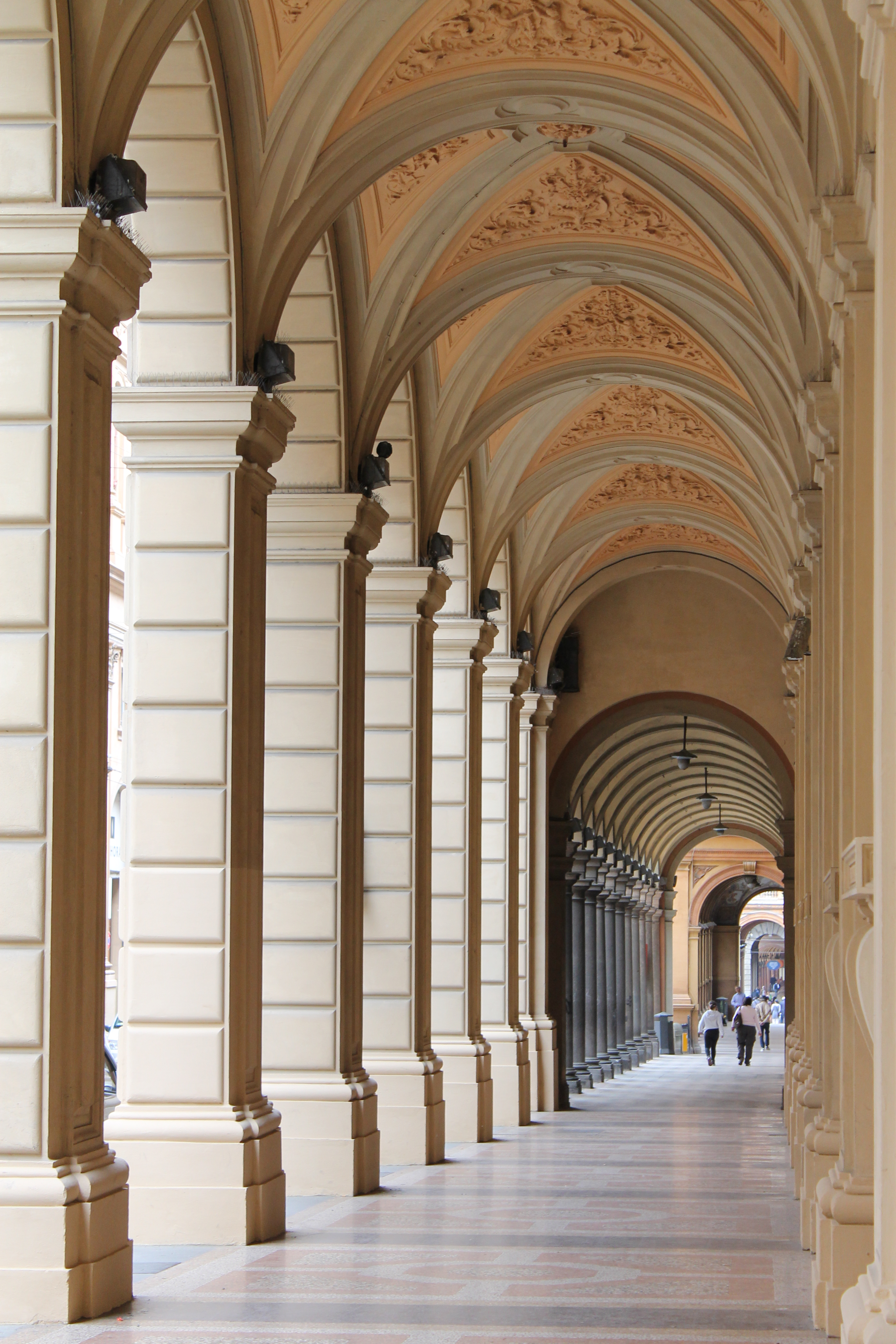
I portici di via Farini
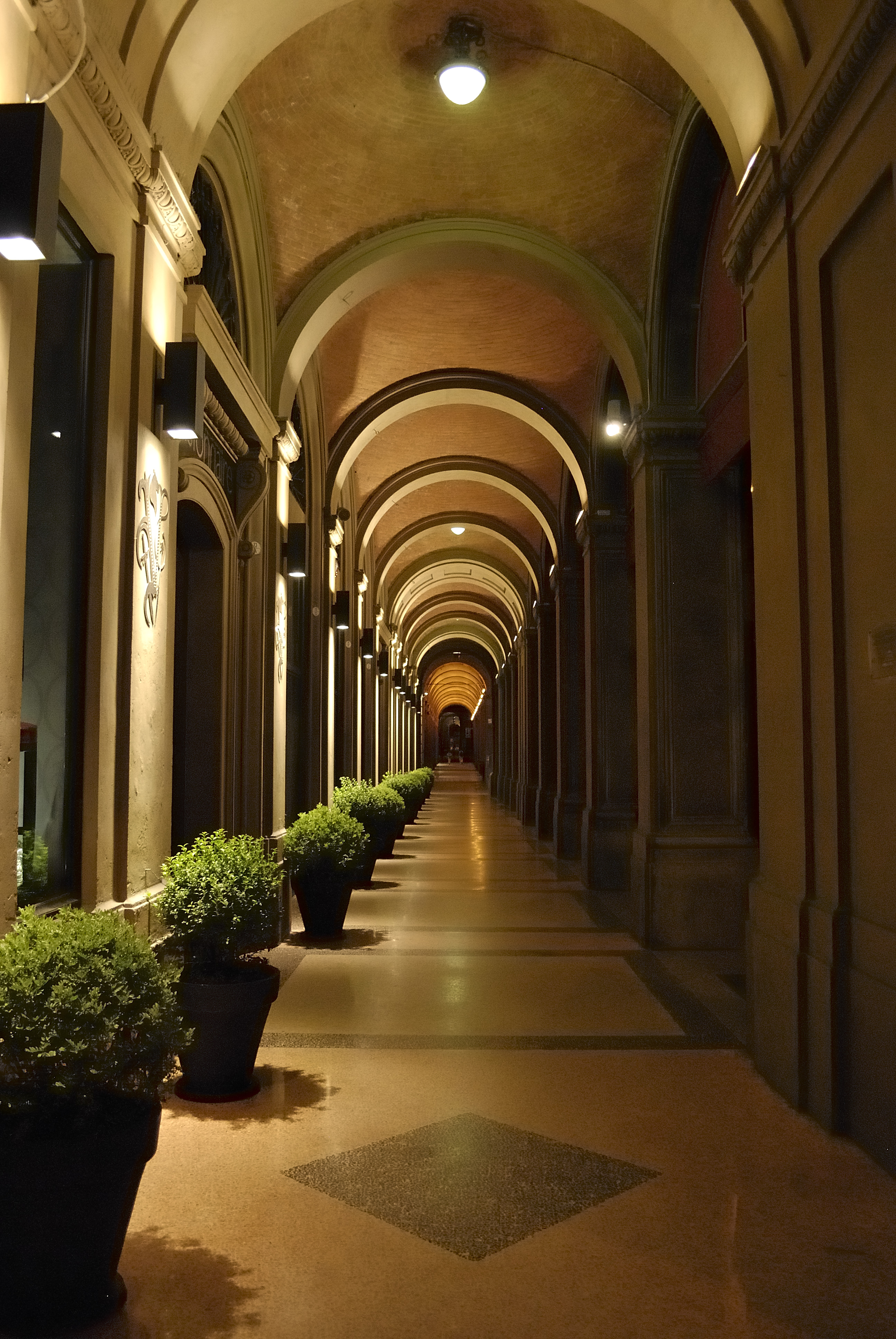
I portici di via Farini
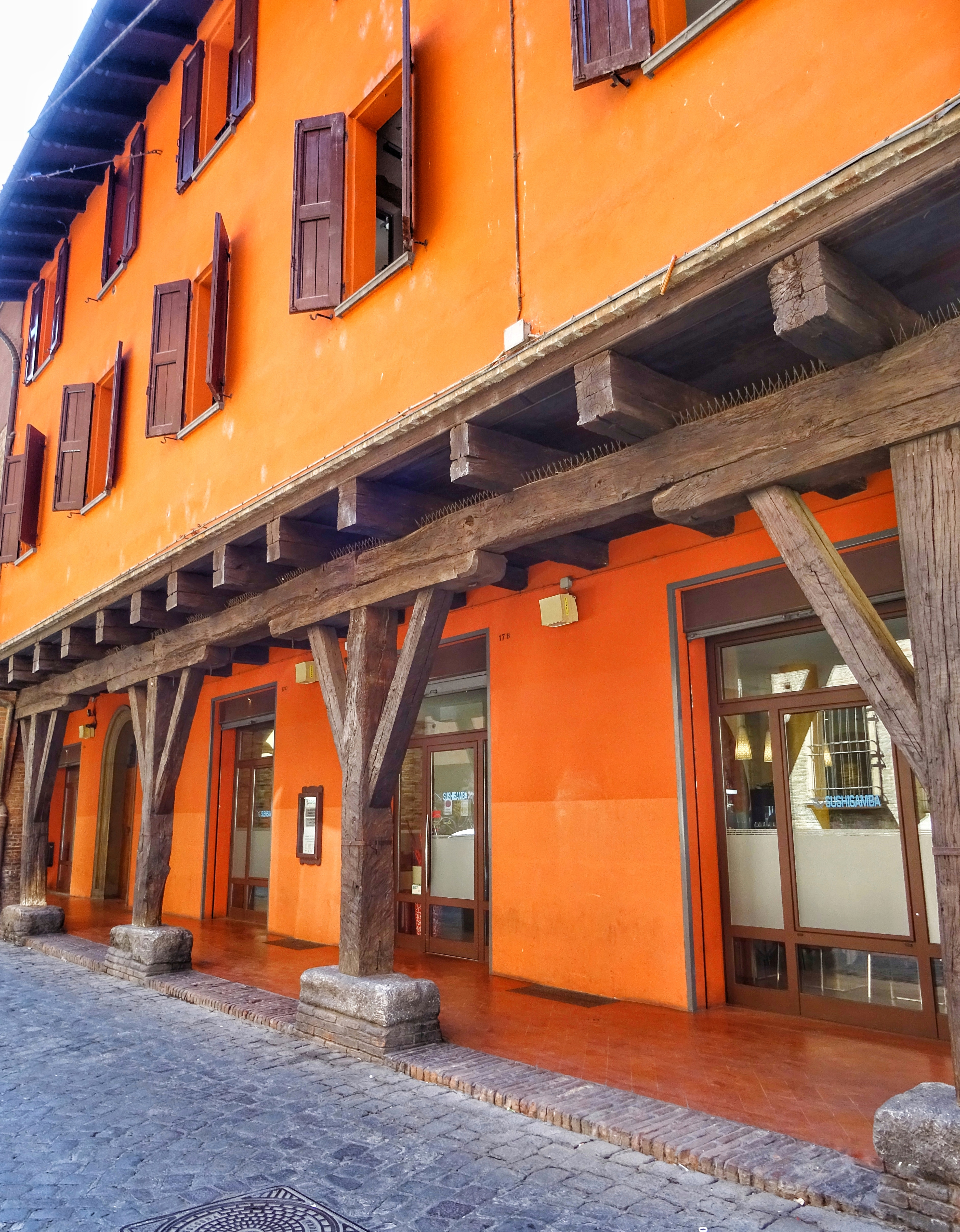
Portici lignei di via Marsala
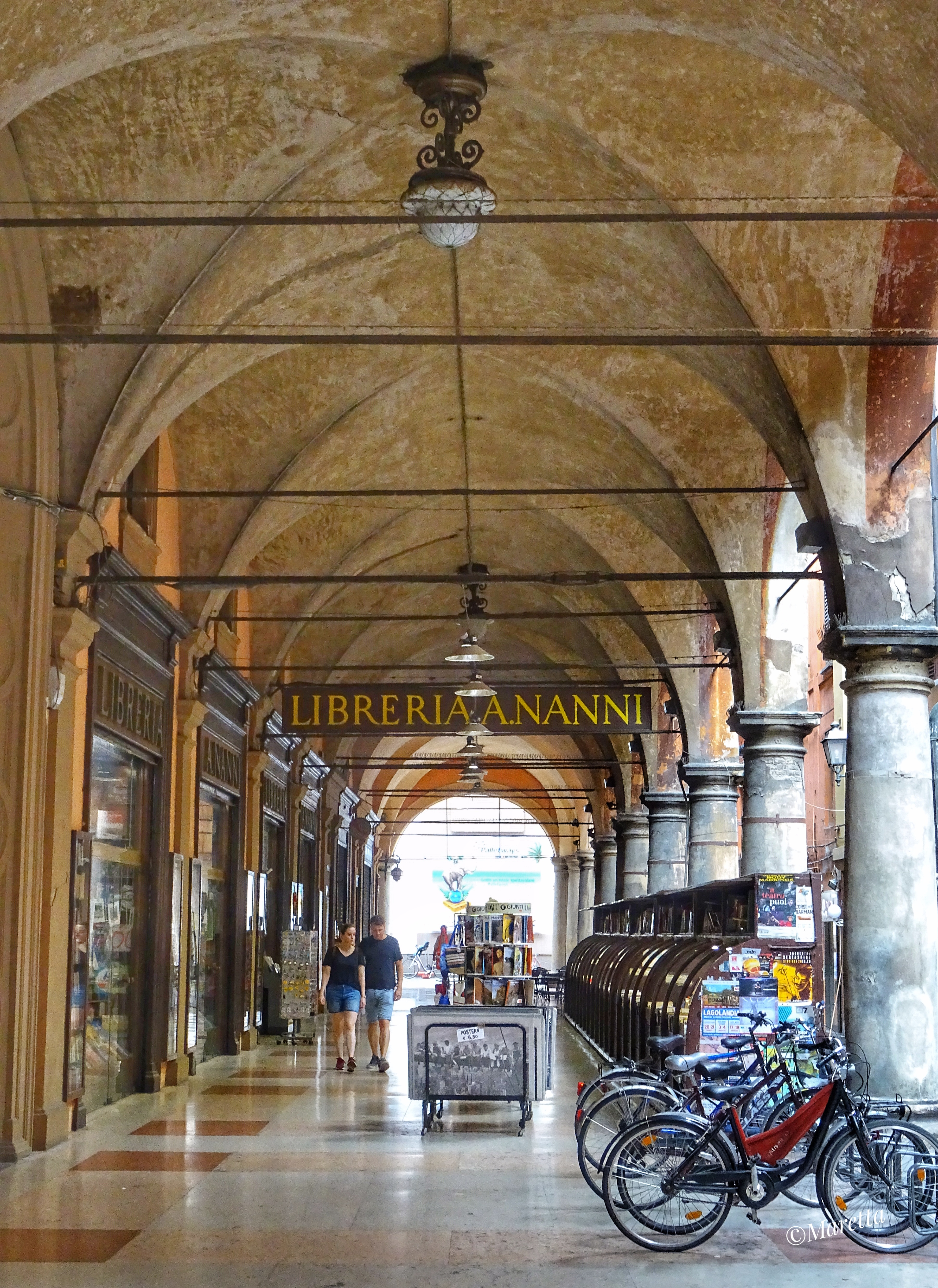
Il "portico della Morte"
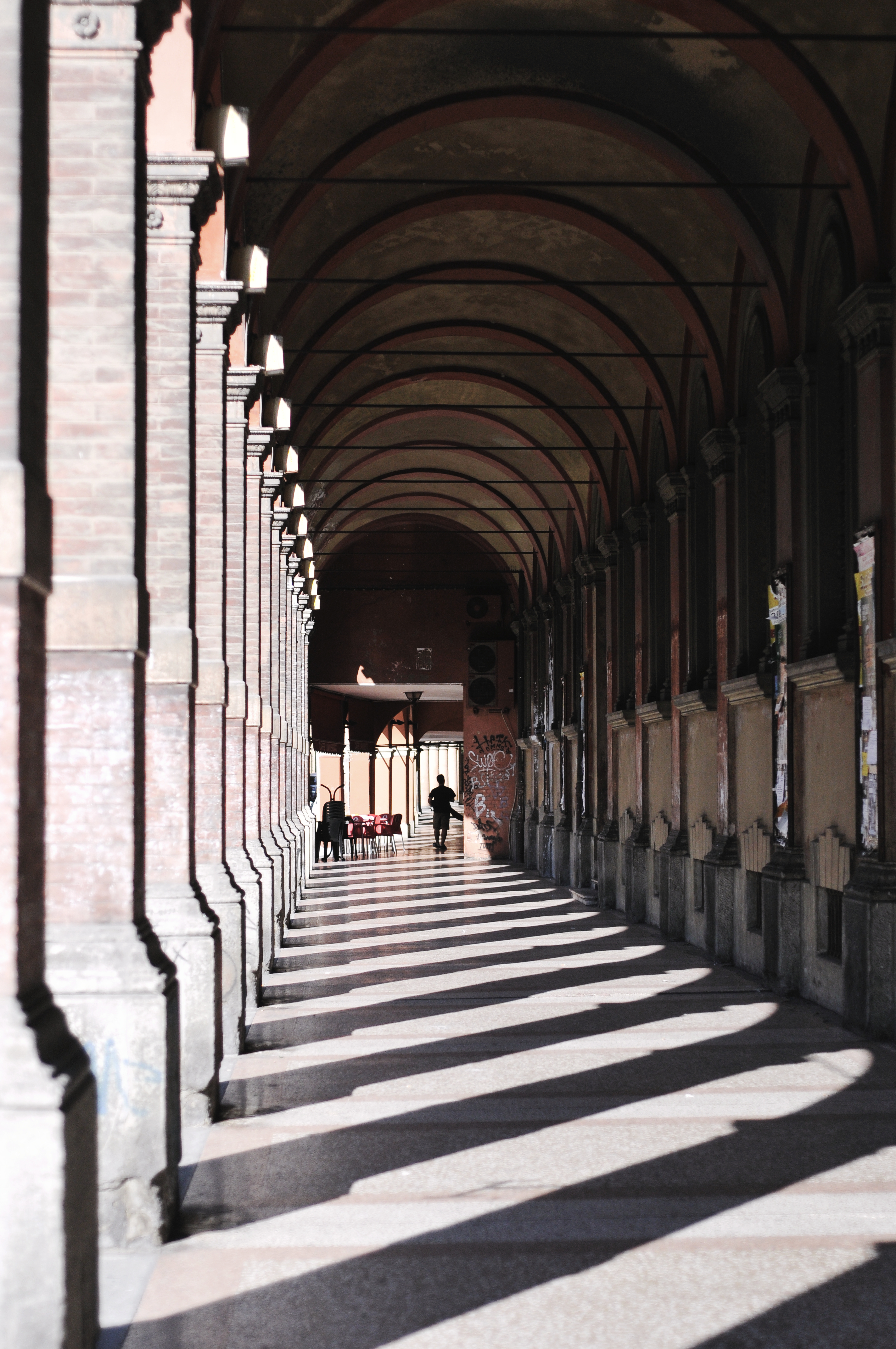
I portici di via Zamboni
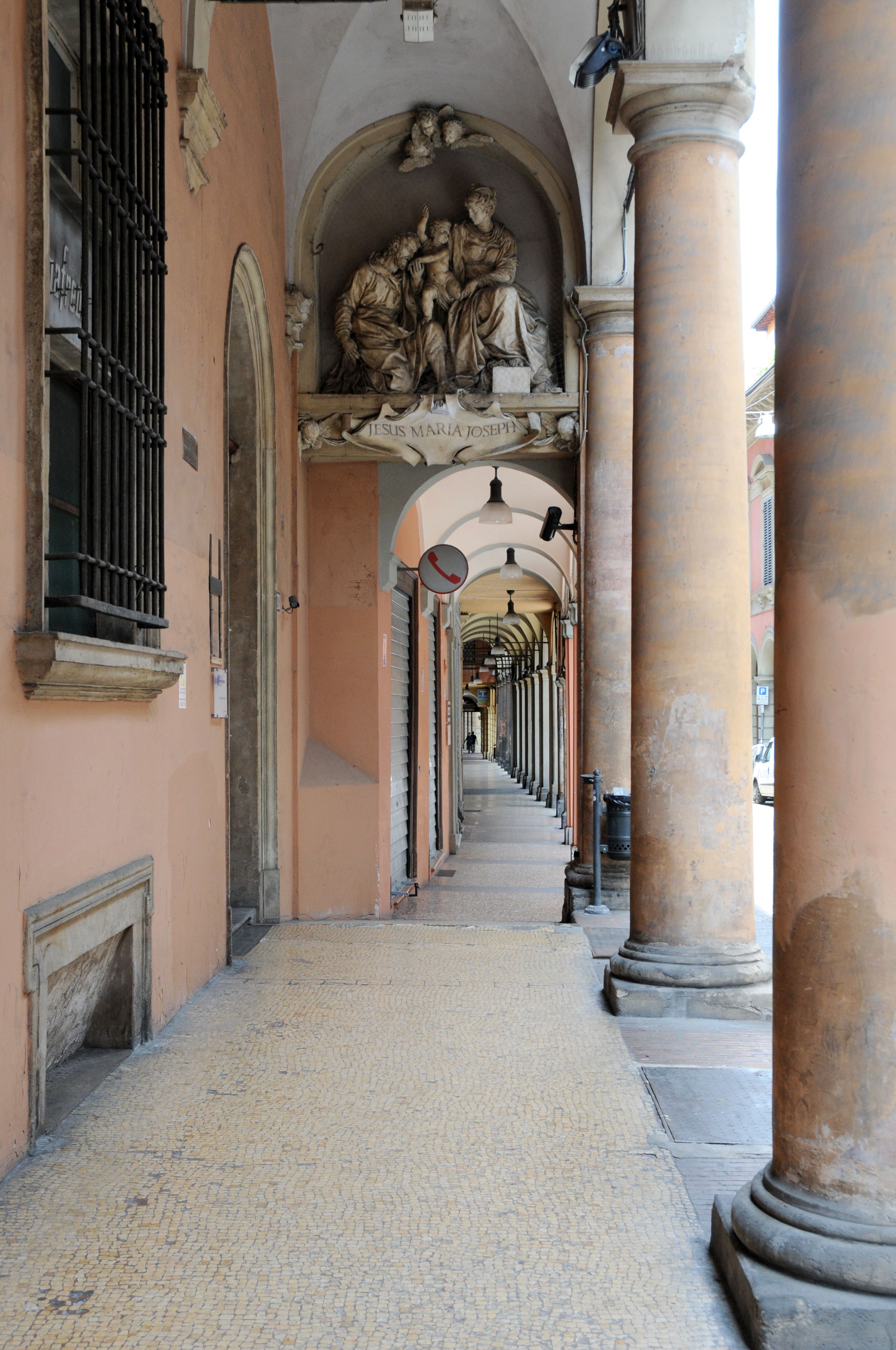
I portici di via Galliera
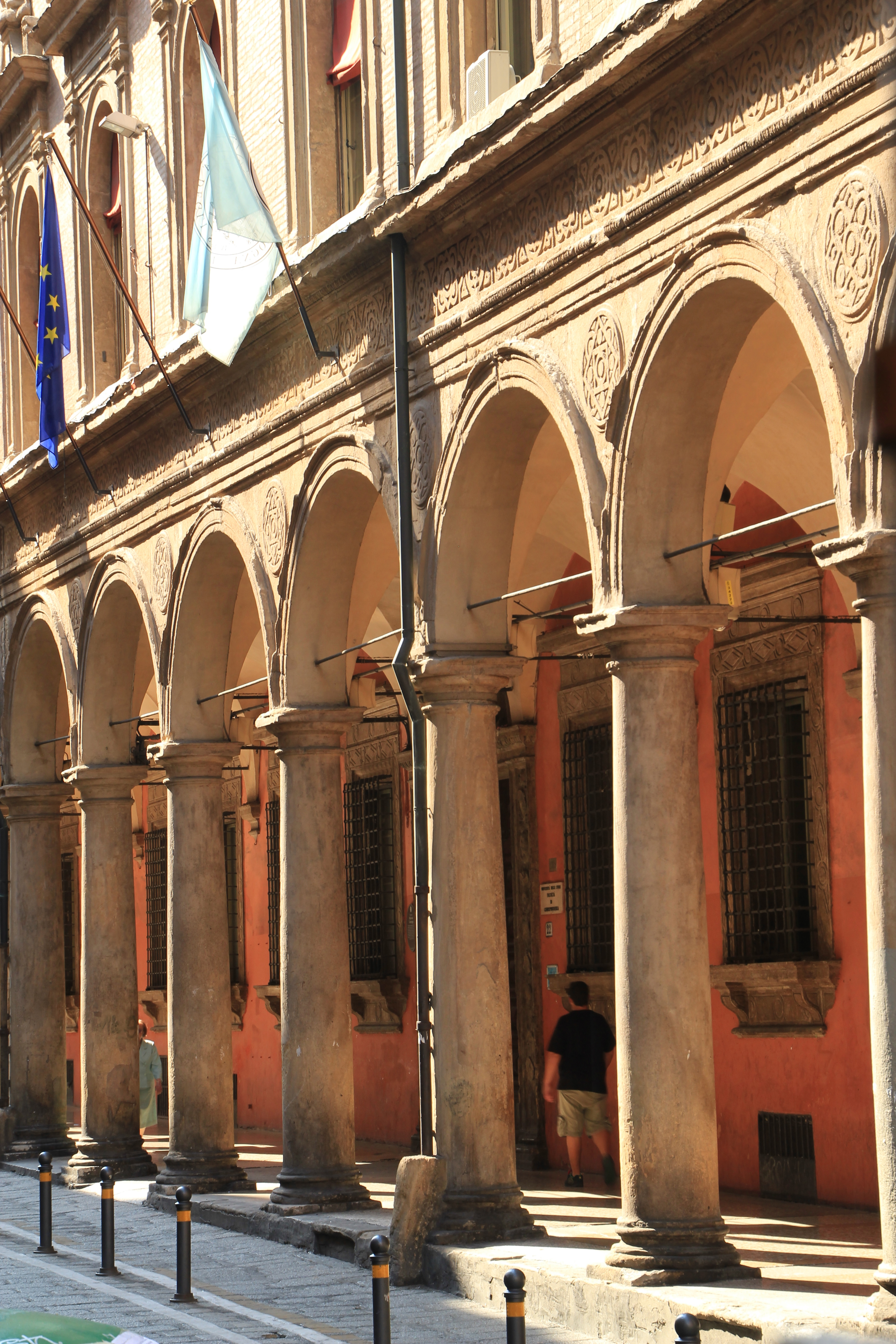
Il portico di palazzo Malvezzi Campeggi
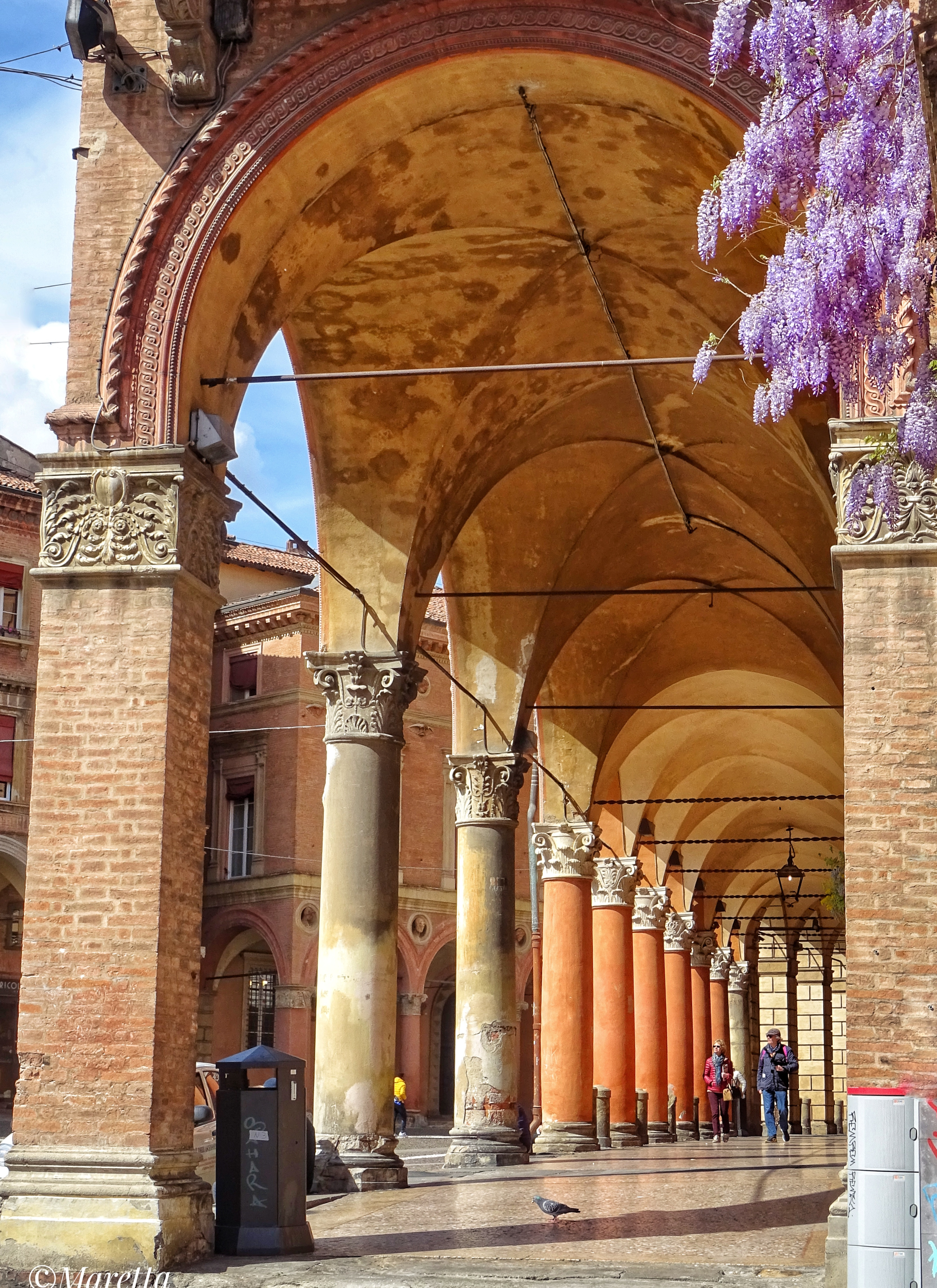
Portico di palazzo Bianchini
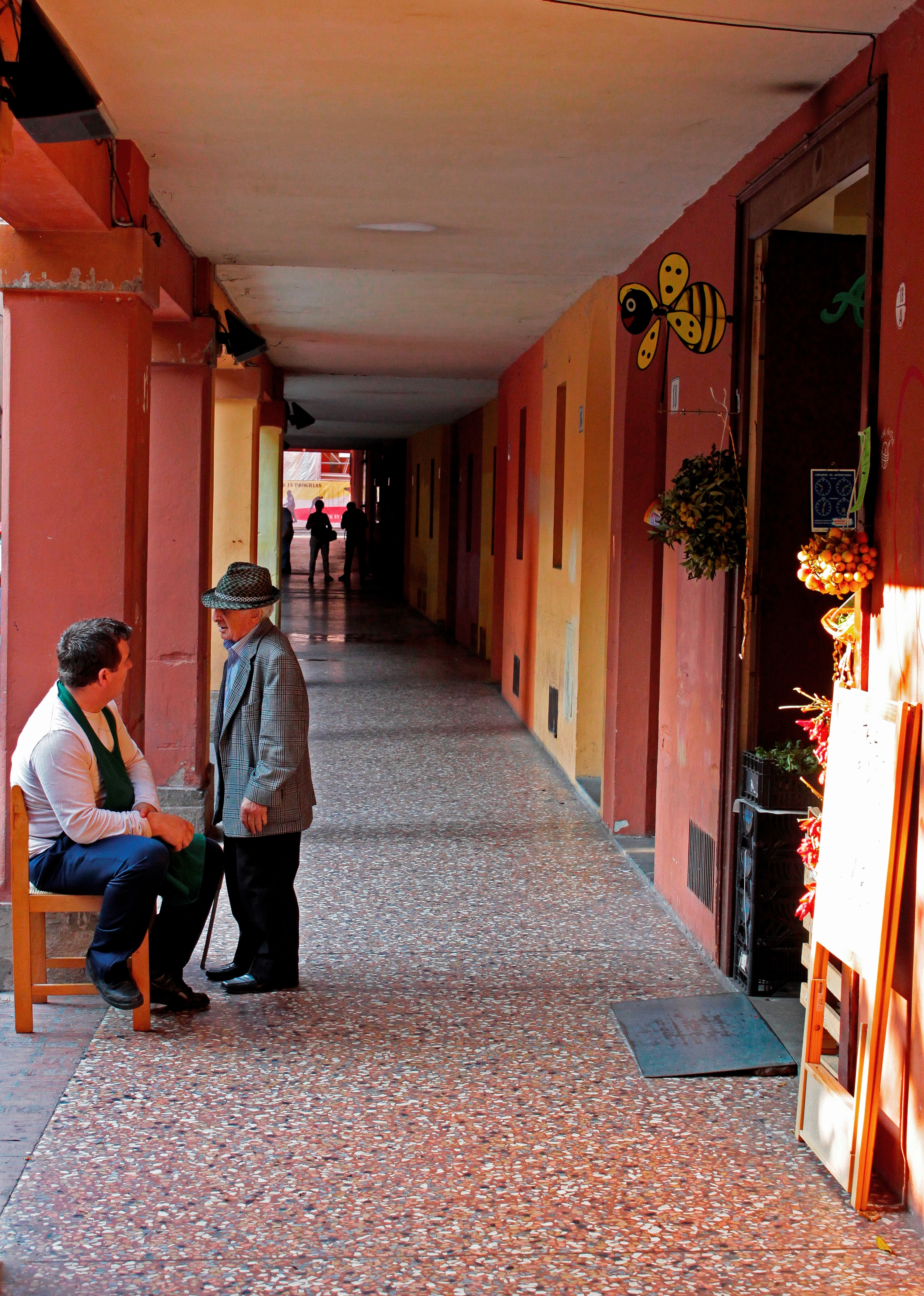
Portici di via San Leonardo